# Lazar Pavlović
Lazar Pavlović (in serbo Лазар Павловић?; Obrenovac, 2 novembre 2001) è un calciatore serbo, centrocampista dell'Ušće Novi Beograd in prestito dall'IMT Belgrado.

## Caratteristiche tecniche
È un trequartista.

## Carriera
Cresciuto nel settore giovanile del Partizan, ha esordito in prima squadra il 15 maggio 2019 disputando l'incontro di Kup Srbije pareggiato 1-1 contro il Radnički Niš.

## Statistiche
Statistiche aggiornate al 5 novembre 2019.

### Presenze e reti nei club
| Stagione        | Squadra         | Campionato      | Campionato | Campionato | Coppe nazionali | Coppe nazionali | Coppe nazionali | Coppe continentali | Coppe continentali | Coppe continentali | Altre coppe | Altre coppe | Altre coppe | Totale | Totale | Totale |
| Stagione        | Squadra         | Comp            | Pres       | Reti       | Comp            | Pres            | Reti            | Comp               | Pres               | Reti               | Comp        | Pres        | Reti        | Pres   | Reti   |        |
| --------------- | --------------- | --------------- | ---------- | ---------- | --------------- | --------------- | --------------- | ------------------ | ------------------ | ------------------ | ----------- | ----------- | ----------- | ------ | ------ | ------ |
| 2018-2019       | Partizan        | SL              | 1          | 0          | CS              | 2               | 0               |                    | -                  | -                  |             | -           | -           | 3      | 0      |        |
| 2019-2020       | Partizan        | SL              | 7          | 0          | CS              | 0               | 0               | UEL                | 2                  | 0                  |             | -           | -           | 9      | 0      |        |
| Totale carriera | Totale carriera | Totale carriera | 8          | 0          |                 | 2               | 0               |                    | 2                  | 0                  |             | -           | -           | 12     | 0      |        |